# President Cup 2016 (hockey in-line)
La President Cup 2016 è stata la 6ª edizione della omonima competizione europea per squadre di club di hockey in-line. È stata disputata dal 3 al 6 marzo 2016 a Rethel in Francia. 
L'IhcSF Linth si è aggiudicato il trofeo per la prima volta nella sua storia sconfiggendo in finale il Rubì.

## Squadre partecipanti
- Charleroi Wolves
- Phoenix Bruxelles
- Mannheim
- CPL Valladolid
- Rubì
- IhcSF Linth
- Laupersdorf

## Partite

### Fase finale

#### Semifinali
| Rethel 5 marzo 2016 | Rubì | 3 – 0 | Laupersdorf |  |

| Rethel 5 marzo 2016 | CPL Valladolid | 1 – 3 | IhcSF Linth |  |

#### Girone 5º posto
| Squadra           | Pt | G | V | N | P | GF | GS | DR  |
| ----------------- | -- | - | - | - | - | -- | -- | --- |
| Phoenix Bruxelles | 6  | 2 | 2 | 0 | 0 | 11 | 4  | +7  |
| Charleroi Wolves  | 3  | 2 | 1 | 0 | 1 | 8  | 5  | +3  |
| Mannheim          | 0  | 2 | 0 | 0 | 2 | 4  | 14 | -10 |

| Rethel 5 marzo 2016 | Phoenix Bruxelles | 3 – 2 | Charleroi Wolves |  |

| Rethel 6 marzo 2016 | Charleroi Wolves | 6 – 2 | Mannheim |  |

| Rethel 6 marzo 2016 | Phoenix Bruxelles | 8 – 2 | Mannheim |  |

#### Finale 3º posto
| Rethel 6 marzo 2016 | Laupersdorf | 2 – 6 | CPL Valladolid |  |

#### Finale 1º posto
| Rethel 6 marzo 2016 | Rubì | 2 – 3 | IhcSF Linth |  |